# Adelophryne baturitensis
Adelophryne baturitensis é uma espécie de anfíbio da família Eleutherodactylidae. Endêmica do Brasil, pode ser encontrada na Serra de Baturité, no estado do Ceará, e no município de Caruaru, no estado de Pernambuco.